# John Lacy (acteur)
Pour les articles homonymes, voir John Lacy.
John Lacy (né vers 1615 et mort le 17 septembre 1681) était un acteur comique et un dramaturge anglais de la Restauration anglaise. Il gagna la réputation d'être « le plus grand acteur comique de son époque, succédant à Richard Tarlton ». Grâce à son habileté à prendre des accents campagnards ou étrangers, il fut l'un des acteurs favoris du roi Charles II.

## Biographie
Lacy est né dans les environs de Doncaster dans le Yorkshire du Sud. En 1631, il devient un apprenti de John Ogilby, à l'époque où ce dernier est ce qu'on appelle alors un « maître à danser », c'est-à-dire l'équivalent actuel d'un professeur de danse moderne ou d'un chorégraphe. La carrière théâtrale de Lacy débute lorsqu'il devient en 1639 membre des Beeston's Boys.
Lacy rejoint les forces royalistes pendant la Première Révolution anglaise, et il est nommé officier (lieutenant dans l'intendance) sous les ordres de lord Gerard. Après l'Interrègne anglais, une fois que Charles II a retrouvé son trône et que les théâtres rouvrent, Lacy est pris comme acteur dans la troupe de Killigrew nouvellement formée, la King's Company, nommée ainsi car elle est patronnée par le roi lui-même.
Lacy devient rapidement un comédien populaire, spécialisé dans les rôles excentriques d'étrangers ou de campagnards. Samuel Pepys admire et apprécie son jeu, comme il le dit à plusieurs reprises dans son Journal. Le 21 mai 1662, Pepys voit Lacy dans le rôle-titre de la pièce The French Dancing-Mistress, et écrit dans son Journal : « la pièce nous a bien plu, et le rôle de Lacy, la maîtresse à danser, est le meilleur du monde ». Le lendemain, il retrouve Lacy jouant Johnny Thump dans la pièce de James Shirley Love in a Maze. Pepys juge la pièce insignifiante, mais trouve que Lacy joue admirablement le rôle d'un campagnard. Le 12 juin 1663, Pepys va voir The Committee, comédie de sir Robert Howard, où Lacy joue un valet de pied irlandais. Il trouve la pièce gaie, mais médiocre, tandis qu'il admire le rôle de Teague « au delà de toute imagination ». Le 13 août 1667, Pepys revoit la même pièce, et maintient son jugement précédent : « Je ne trouve pas que ce soit une très bonne pièce, mais Lacy joue si bien qu'il est capable de mettre en valeur n'importe quoi ». Pepys voit Lacy jouer dans sa propre pièce Sauny the Scot le 9 avril 1667.

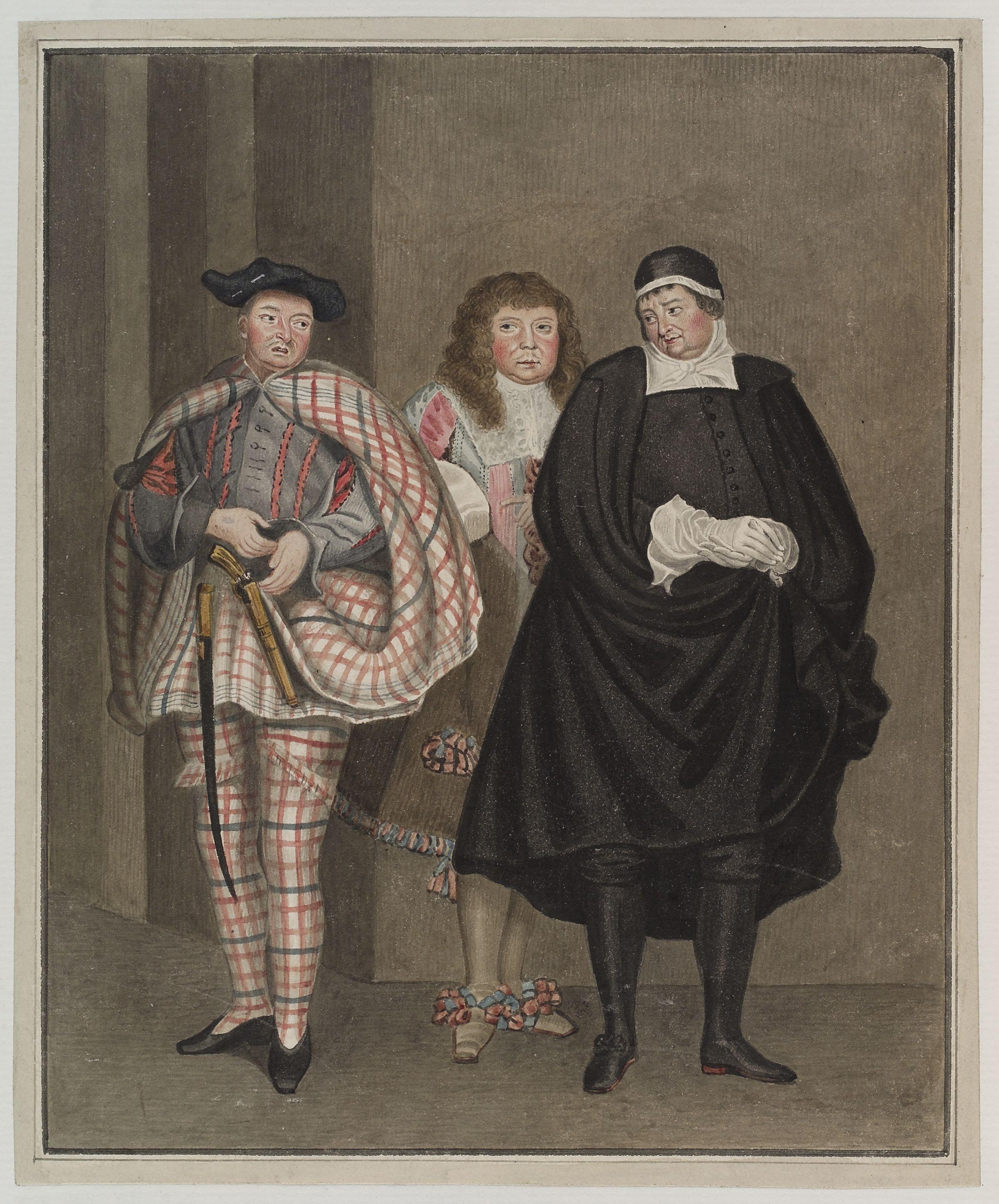
Tableau de John Michael Wright, intitulé « John Lacy »

Charles II l'apprécie tant qu'il le fait peindre à plusieurs occasions, et conserve les tableaux aux châteaux de Windsor ou de Hampton Court. On connaît au moins deux tableaux de John Michael Wright, qui le représentent et qui se trouvent maintenant au National Portrait Gallery de Londres. Le premier, intitulé simplement John Lacy, représente, selon le National Portrait Gallery, l'acteur dans trois de ses rôles ; de gauche à droite, jouant le rôle-titre de sa pièce Sauny the Scot, or The Taming of the Shrew, Monsieur Device dans The Country Chaplain du duc de Newcastle, et Scruple dans The Cheats de John Wilson. Le second tableau s'intitule John Lacy in 3 of his roles, et représente Lacy dans Teague dans  The Committee, Scruple dans The Cheats et Gailliard dans Variety.
Lacy est ainsi bien connu pour ses rôles de Galliard dans la pièce du duc de Newcastle, The Variety, et de Scruple dans celle de John Wilson, The Cheats. Pour tenir le rôle de Bayes dans La Répétition du duc de Buckingham, qui vise à caricaturer le dramaturge John Dryden, Lacy va copier les postures et les défauts de son modèle, jusqu'à prendre un ton ânonnant pour lire à la manière de Dryden. Il joue aussi des rôles dans des reprises de comédies de Ben Jonson : Ananias dans The Alchemist, Captain Otter dans Epicene, et Sir Politic Would-Be dans Volpone. Dans les Poems on State Affairs, sir George Etheredge insinue que Lacy était l'amant de Nell Gwynne en même temps que Charles Hart, l'autre star de la King's Company. Nell Gwynne était aussi l'une des maîtresses les plus connues de Charles II.
Après une sérieuse maladie en avril 1668, Lacy se rétablit et retourne sur scène, mais il joue alors moins souvent qu'avant. Il meurt le 17 septembre 1681, et est enterré « le lundi suivant dans le cimetière de St Martin-in-the-Fields ».

## Œuvres
On attribue à Lacy quatre pièces :
- Sauny the Scot, or The Taming of the Shrew, comédie en quatre actes, jouée au Theatre Royal de Drury Lane en 1667 et imprimée en 1698
- The Dumb Lady, or The Farrier Made Physician, comédie en cinq actes, jouée au Theatre Royal, imprimée en 1672
- The Old Troop, or Monsieur Raggou, farce en cinq actes, jouée au Theatre Royal en 1668 et imprimée en 1672
- Sir Hercules Buffoon, or The Poetical Squire, comédie, jouée au Duke's Theatre, et imprimée en 1684.

Lacy était plus un adaptateur qu'un écrivain original, ce qui était assez commun pendant la Restauration. Sauny the Scot est une version en prose de la comédie de Shakespeare, La Mégère apprivoisée. Dans la version de Lacy, Grumio devient Sauny, un pitre qui tient le rôle principal, et qui fut joué par Lacy lui-même. Sir Hercules Buffoon tire son inspiration de deux comédies de Philip Massinger, The City Madam et A New Way to Pay Old Debts. The Dumb Lady est tirée du Médecin malgré lui de Molière.

## Ennuis
Sa popularité auprès de Charles II ne l'empêche pas d'avoir de sérieux ennuis à un moment de sa carrière. Le 15 avril 1667, Pepys assiste à la représentation de The Change of Crowns, une pièce d'Edward Howard, frère de Robert Howard, où jouait Lacy. Le roi et la reine sont dans la salle, ainsi que le duc d'York et la duchesse, et « toute la cour ». Pendant le spectacle, Lacy, qui joue le rôle d'un gentilhomme campagnard qui s'est rendu à la cour, improvise quelques traits sur la corruption à la cour et sur la vente des charges. Pepys apprécie la pièce, « la meilleure qu'il ait jamais vue dans ce théâtre, la trouvant « remarquable et grave » et remarquant que « la pièce a beaucoup plu ». Mais le roi est si furieux de la liberté prise par Lacy, qu'il fait interdire de représentation toute la troupe, et Lacy est incarcéré. Il est libéré le 20 avril, et est confronté à l'auteur, Edward Howard. Lacy tient de façon déraisonnable Howard pour responsable de ses ennuis avec le roi, et affirme qu'Howard est plus un idiot qu'un poète. Les deux hommes en viennent aux mains : Howard frappe Lacy au visage avec un gant, et Lacy réplique en frappant Howard à la tête avec sa canne.
Les acteurs persuadèrent le roi de les autoriser à revenir sur scène, et Lacy fut bientôt pardonné.